# Gông cùm

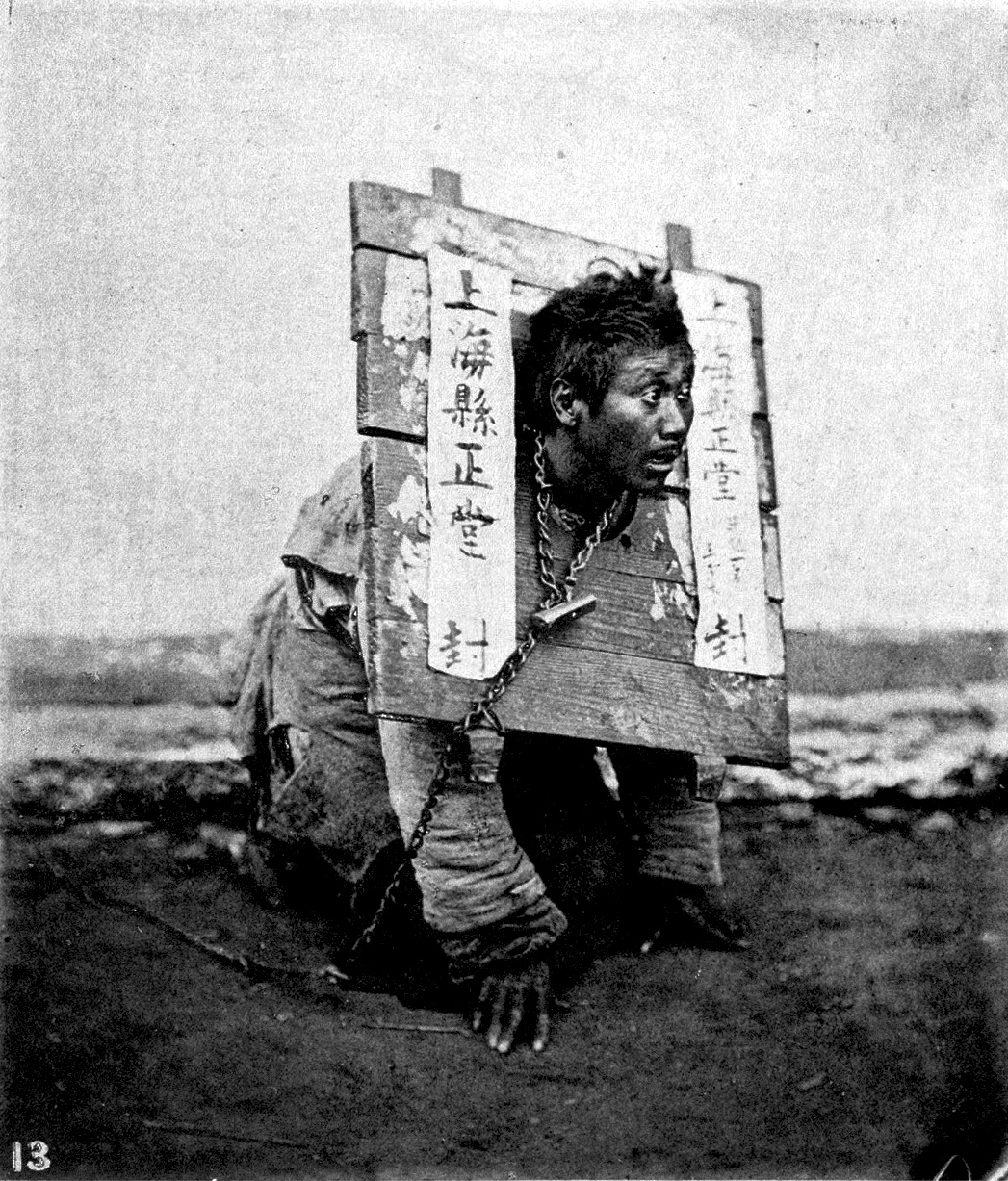
Một người Thượng Hải đang mang gông vào năm 1870, hai bên là các tờ giấy ghi tên, địa chỉ.

Gông cùm là một công cụ được dùng để trừng phạt thân thể và làm nhục công khai ở Trung Quốc và ở một số vùng ở Đông Á và Đông Nam Á cho đến đầu thế kỉ 20.
Công cụ này tương tự như giàn gông ở phương Tây, trừ việc nó không được giữ cố định và phải được vác đi bởi tù nhân.